# Issife Soumahoro
Pour les articles homonymes, voir Soumahoro.
Issife Soumahoro, né le 31 octobre 1988 à Paris, est un joueur franco-ivoirien de basket-ball. Il évolue aux postes d'arrière et d'ailier.

## Palmarès
- Finaliste du championnat d'Afrique 2009